# Rachel Green
Rachel Karen Green–Geller (ur. 5 maja 1969) – fikcyjna postać z serialu Przyjaciele (Friends, 1994-2004). Postać Rachel odtwarzała aktorka Jennifer Aniston.
Pochodzi z peryferii Nowego Jorku. Poznajemy ją w momencie, kiedy w sukni ślubnej wbiega do kawiarni Central Perk i okazuje się, że jest dawną przyjaciółką Moniki Geller. Wkrótce Rachel i Monica zostają współlokatorkami. Okazuje się też, że brat Moniki podkochiwał się w niej w liceum. Później Rachel zaprzyjaźnia się z resztą. Została żoną brata Moniki, Rossa, w sezonie piątym, rozwód wzięli w kolejnym. Miesiąc przed ślubem Moniki i Chandlera przespała się z Rossem i zaszła w ciążę. Urodziła córkę – Emmę. Przez pewien czas mieszkała u Phoebe, a później u Joeya. Spotykała się z Joeyem, ale szybko się rozstali. W ostatnich odcinkach zamierza wyjechać do Paryża, na przyjęciu pożegnalnym żegna się z każdym poza Rossem. Wkrótce spędzają „ostatnią noc” razem. Ross chciałby zatrzymać Rachel na lotnisku i wyznać jej miłość, ta jednak wchodzi do samolotu na innym lotnisku niż to, na którym szuka jej Ross. Gdy Ross wraca do domu, odsłuchuje wiadomość na sekretarce, w której Rachel mówi mu, że go kocha i chce wysiąść z samolotu. Ross nie jest pewien, czy ją wypuścili, ale nagle do jego mieszkania wchodzi Rachel, oboje wyznają sobie miłość.
Podobnie jak Gellerowie, prawdopodobnie jest Żydówką. Podkochuje się w niej skrycie Gunther, pracownik Central Perku, w którym spotykają się główni bohaterowie. Rachel pracowała w sezonach 1-3 jako kelnerka w Central Perku, następnie jako kupiec w domu mody; pracowała dla Ralpha Laurena.
W odcinku pilotażowym serialu „Joey” wyjawiono, że Ross i Rachel pobrali się po raz drugi.

## Drzewo genealogiczne postaci

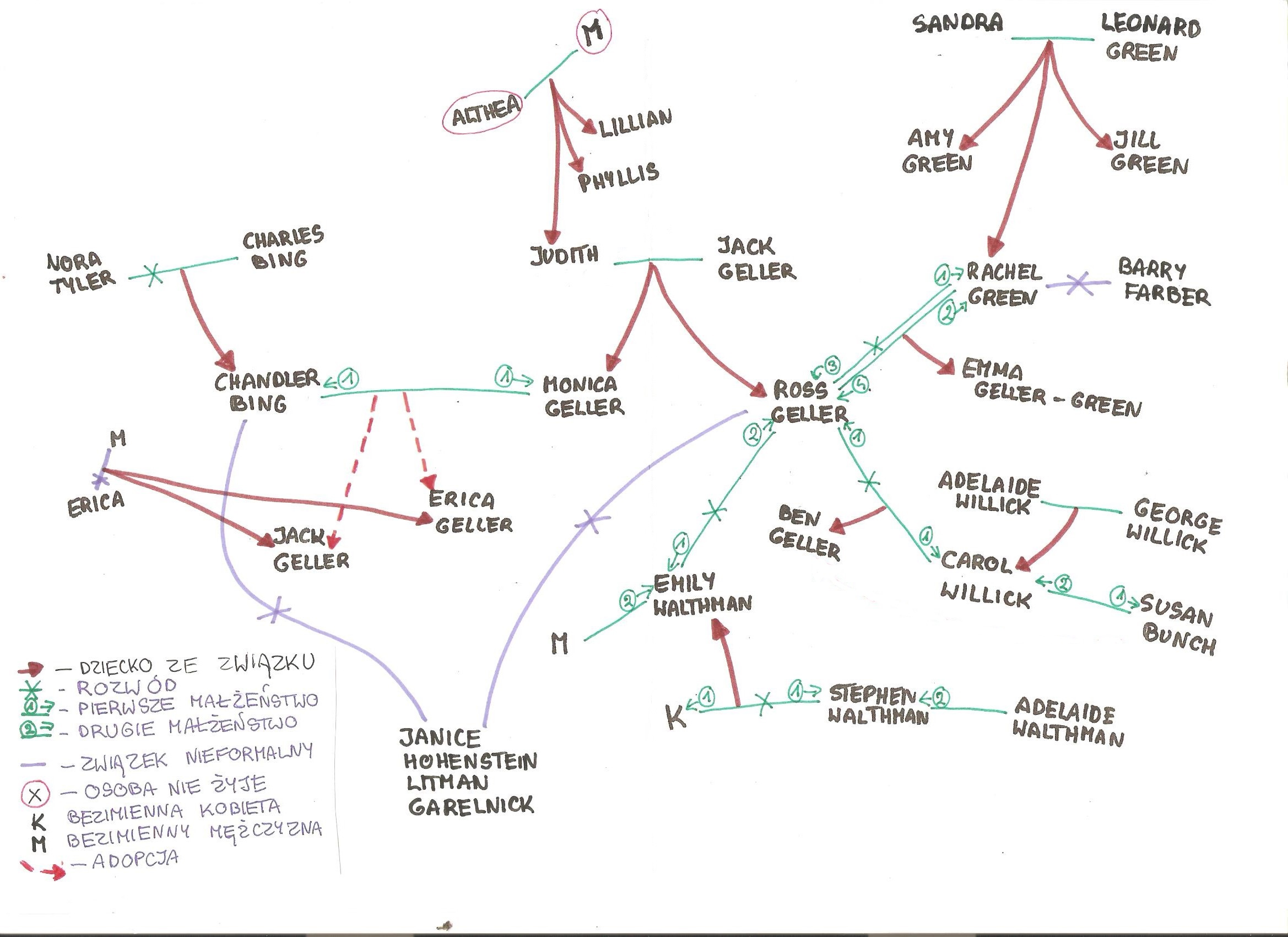
Drzewo genealogiczne Moniki Geller, Rossa Geller, Rachel Green i Chandlera Bing z serialu „Przyjaciele”.

## Rodzina

### Amy Green
Amy Green (Christina Applegate) to młodsza siostra Rachel.
W sezonie 9. (odcinek „The One with Rachel’s Other Sister”) przyjechała do Rachel z powodu chłopaka, z którym nie spotkała się, ponieważ jego żona przyjechała do miasta. Zaczęła obrażać Rossa i Monicę oraz myliła imionia siostrzenicy (Emmet, Ella lub Emily) czy Phoebe (nazywając ją Emmą). Rachel zabrała ją na kolację w Dzień Dziękczynienia, gdzie była obrażona pomysłem, że w razie śmierci rodziców Emmy dziecko zostanie przekazane Monice, a w razie jej śmierci nie zostanie u Chandlera, tylko u dziadków Geller. Obie pokłóciły się w końcu o to, że Emma nie jest najładniejsza, przez co Rachel zbiła drogi talerz ślubny Bingów. Chandler interweniował i zmusił je do pogodzenia się, a Rachel użyczyła jej swojej zniżki pracowniczej Ralpha Laurena
W sezonie 10. (odcinek „The One Where Rachel’s Sister Babysits”) pojawiła się z informacją, że wychodzi za mąż za bogatego znajomego ich ojca. Odwołała jednak zaręczyny i Rachel chciała nauczyć ją odpowiedzialności. Powierzyła jej Emmę, a Amy wpadła na pomysł, by przebić jej uszy. Ross i Rachel byli na nią wściekli, gdy wyszło na jaw, że planuje być stylistką dzieci. Siostry pogodziły się jednak, gdy wyszło na jaw, że Jill przybrała na wadze i mogły o niej plotkować.

### Emma Geller-Green
Emma Geller-Green (różne niemowlęta) to córka Rachel i Rossa Gellera.

### Jill Green
Jill Green (Reese Witherspoon) to młodsza siostra Rachel.
W sezonie 6. (odcinek „The One With Rachel’s Sister”) ojciec odsunął ją od swoich finansów, dlatego przyjechała do Rachel, „jedynej córki z jakiej był dumny”. Rachel chciała pokazać jej, jak fajnie jest żyć na własny rachunek, ale jak tylko poszła na zakupy, nabyła kilka drogich towarów z odzieży i nakłoniła Rossa i Phoebe by skłamali, że to ich zakupy. Rachel odkryła prawdę, skonfiskowała przedmioty i przez przypadek namówiła Jill do tego, by umówiła się z Rossem. Potem była wściekła, gdy widziała ich w jego mieszkaniu, a on zasunął zasłony.
Później (następny odcinek „The One Where Chandler Can’t Cry”) Jill nadal umawia się z Rossem jednak tylko dlatego, by odegrać się na Rachel. W końcu to Ross zrywa z nią, gdyż – jak sam wyznał Rachel – nie chciał przekreślić swych szans na ewentualny powrót do Rachel. Obrażona Jill wyjechała z Nowego Jorku i nazwała Rossa gejem.
W sezonie 10. (odcinek „The One Where Rachel’s Sister Babysits”) Amy wspomniała tylko, że Jill bardzo się roztyła.

### Leonard Green
Leonard Green (Ron Leibman) to doktor i ojciec Amy, Jill i Rachel.
W sezonie 1. (odcinek „Pilot” lub „The One Where Monica Gets a Roommate”) Rachel wspomniała tylko, że ojciec odciął ją od swoich finansów, gdy nie chciała wyjść za Barry’ego Farbera.
W sezonie 2. (odcinek „The One With The Two Parties”) przyjechał do Rachel na jej imprezę urodzinową, gdzie Joey i Chandler z Rossem musieli ją urządzić. W swym mieszkaniu, gdyż w tym należącym do Moniki przebywała Sandra, jego była żona, z którą się nie znosili jeszcze długo przed rozwodem. Nie zauważył jej, gdyż przyjaciele rozproszyli jego uwagę podczas opuszczania mieszkania.
W sezonie 3. (odcinek „The One With The Race Car Bed”) Rachel przekonała Rossa, żeby zjadł obiad z ojcem, który traktował go jeszcze gorzej, niż się obawiał. Następnego dnia Ross i dr Green żartowali z kręgarza Rachel i ogólnego braku rozsądku.
W sezonie 8. (odcinek „The One With The Stripper”) Leonard nazwał Phoebe lesbijką i dowiedział się, że Rachel będzie miała dziecko z Rossem, ale skłamała mu, że odbędzie się ślub. W zamian zaoferował jej wesele w „Hotel Plaza”. W końcu się przyznała, że nie będzie ślubu, a doktor przyjechał do Rossa – gdy ten był ze swą dziewczyną Moną – i chciał wiedzieć, czemu nie chce się żenić z Rachel. Joey przy wszystkich nagrał się też na sekretarce i posądził Rossa o to, że wiedział o wynajęciu prostytutki dla Chandlera, zamiast striptizerki.
W sezonie 10. (odcinek „The One Where Joey Speaks French”) ojciec Rachel doznał ataku serca i przewieziono go do szpitala na rekonwalescencję. Obudził go, gdy położył nogi na łóżku i szarpnął za cewnik. Leonard spytał się Rossa, czy spał z jego inną córką, a Ross odrzekł, że tylko z Rachel.

### Sandra Green
Sandra Green (Marlo Thomas) to matka Amy, Jill i Rachel.
W sezonie 2. (odcinek „The One With The Lesbian Wedding”) zjawiła się w mieszkaniu Rachel i Moniki, gdzie wyznała, że nie kochała męża i wyszła za niego dla pieniędzy, porównując Leonarda do porzuconego Barry’ego. Udała się na ślub Carol i Susan, po czym przyznała, że dobrze jest mieć inne opcje, gdy tańczyła z dużą kobietą, a trzy inne wpatrywały się w nią
Później (odcinek „The One With The Two Parties”) Leonard przyjechał do Rachel na jej imprezę urodzinową, gdzie Sandra została zaproszona do mieszkania Moniki, a Leonard do Joeya i Chandlera. Przyjaciele dwoili się i troili, by nienawidzący się byli małżonkowie nie wpadli na swój trop, aż Joey pocałował Sandrę, by mogli wyprowadzić Leonarda z budynku.
W sezonie 8. (odcinek „The One With The Baby Shower”) została pominięta przez Phoebe w zaproszeniach na przyjęcie pępkowe Rachel, więc Monica zadzwoniła do niej i osobiście ją zaprosiła, ale ze strachu sama spociła się. Sama chciała być bardzo przymilna dla matki Rachel, ale Sandra ją odrzucała i w końcu została zbesztana przez nią przy wyjściu, ale po chwili Monica pobiegła za nią, by ją przeprosić. Podczas samego przyjęcia Sandra zaproponowała, by była nianią dla swej przyszłej wnuczki, ale Rachel nie mogła do tego dopuścić i w końcu Ross skłonił ją do zmiany zdania.